# 범죄에 대한 수필
《범죄에 대한 수필》(Ensayo De Un Crimen, The Criminal Life Of Archibaldo De La Cruz, Rehearsal for a Violent Crime)은 멕시코에서 제작된 루이스 부뉴엘 감독의 1955년 코미디, 범죄, 드라마 영화이다. 에르네스토 알론소 등이 주연으로 출연하였다.

## 출연

### 주연
- 에르네스토 알론소
- 미로슬라바 스턴

### 조연
- 아리아드나 웰터
- 카를로스 리켈메

## 기타
- 미술: 지저스 브라코